# NGC 664
NGC 664 (другие обозначения — UGC 1210, MCG 1-5-29, ZWG 412.23, IRAS01411+0358, PGC 6359) — спиральная галактика (Sb) в созвездии Рыбы.
Этот объект входит в число перечисленных в оригинальной редакции «Нового общего каталога».
В галактике взорвались три сверхновые SN 1996bw, SN 1997W и SN 1999eb.